# Raúl Benoit
Raúl Benoit (Cali, Colombia, 12 de agosto de 1960) es escritor y periodista. En su trayectoria profesional fue reportero de periódicos, radio y televisión y columnista de diarios de habla hispana del mundo y conferencista sobre temas de libertad de prensa, seguridad y narcotráfico. Se destacó como periodista profesional desde 1978 a 2015.
Cubrió la guerra del narcotráfico y la guerrilla en Colombia, primero en el noticiero Promec, desde 1981 y a partir de 1987 con el Noticiero Univision, hasta 2001. Después pasó a Miami como Corresponsal Investigador cubriendo las noticias de Estados Unidos, México y Centroamérica del Noticiero Univision y el programa Aquí y Ahora, de la misma cadena, desde 2001 a 2015.

## Inicios
El periodismo comenzó a seducirlo a los 9 años, escribiendo una hoja informativa de barrio que alquilaba a los vecinos para su lectura por pocos centavos. Después fundó un periódico escolar y universitario que circulaba con un tiraje de 5 mil ejemplares cada mes. A los 16 años (1976) fue colaborador y después coordinador en el diario El País de Cali de la sección Gente Joven; desde los 18 años (1978) presentó y dirigió programas juveniles en Caracol Radio, una pequeña cadena de emisoras que después se convirtió en una de las más acreditadas de Colombia. Posteriormente pasó a Todelar, la red de emisoras más grande en ese tiempo; a los 19 años (1979) también fue director de la revista Farándula del periódico Occidente, convirtiéndose en un defensor de los derechos de los artistas.

## En la televisión
En enero de 1981 lo nombraron corresponsal del programa de televisión Hoy por Hoy, un magazín de variedades y en el noticiero Siete Días en el Mundo, de Globo Televisión de Colombia. Entre 1984 y 1986 ejerció como corresponsal de la agencia de noticias Colprensa (Colombiana de Prensa) y fue eventual colaborador de la revista Cromos. Simultáneamente era reportero en Cali, después en Bogotá y finalmente Jefe de Información del Noticiero Promec, hasta 1987. También presentó noticias en ese mismo informativo, de manera ocasional. 
Su experiencia como reportero de guerra determinó su camino, dedicándose fundamentalmente a ese tipo de noticias. 
Raúl Benoit adquirió renombre internacional en el mundo de habla hispana cuando en abril de 1987 se vinculó a la cadena de televisión Univision, siendo corresponsal de noticias. Dos años después, en septiembre de 1989, firmó un contrato de exclusividad y lo nombraron Jefe de Oficina en Colombia. 
Integró un equipo de trabajo que dirigió hábilmente, con sagacidad y valentía, que le abrió un campo preferencial en el mundo internacional del periodismo. 
Fue pionero en denunciar la infiltración de los carteles de la droga en los círculos políticos, además de revelar la trágica alianza del narcotráfico con la guerrilla comunista y grupos de derecha, conocidos como autodefensas o paramilitares que combatían a los izquierdistas. 
Enfrentó a Pablo Escobar, jefe del Cartel de Medellín, muerto en diciembre de 1993. Difundió la guerra narcoterrorista que desató él, junto a sus cómplices mafiosos, para no ser extraditados a los Estados Unidos. 

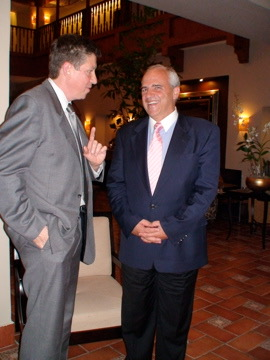
Raúl Benoit con el expresidente de Colombia, Ernesto Samper. Panamá, 2007.

En 1986, Benoit fue secuestrado por Escobar para enviar un mensaje de amenaza al director del noticiero de televisión donde trabajaba. Años después, en 1990, se salvó de otro plagio, cuando unos falsos guerrilleros al servicio del Cartel de Medellín intentaron llevárselo a una guarida de Los Extraditables (Grupo armado de ese Cartel), donde tenían retenidos a otros periodistas que planeaban canjearlos por la rendición de la clase política y la sociedad colombiana, para no ser extraditados a los Estados Unidos. 
Raúl Benoit informó sobre los culpables del negocio de la guerra colombiana. Denunció la corrupción que generó pobreza, el abuso y el abandono estatal, la violación de los Derechos Humanos, una realidad de Colombia, sumida en una guerra civil de más de 50 años, donde la disgregación estatal y social, la violencia guerrillera y la paramilitar, causaban miles de víctimas cada año. Por dar esas noticias al mundo, fue acusado de exportar mala imagen de Colombia al exterior y de vendepatria. 
Sus contradictores hicieron una campaña en oposición a su trabajo periodístico que le crearon una impopularidad alevosa y peligrosa que prácticamente validó a los carteles a ordenar su muerte. 
Benoit fue amenazado múltiples veces y sobrevivió a cuatro atentados contra su vida. En agosto de 2000, asesinaron a uno de sus guardaespaldas. En otro ataque, en febrero de 2001, en Cali, un policía de civil, haciendo trabajos para grupos paramilitares asociados a la mafia, disparó contra el periodista sin alcanzar a lesionarlo, pero quedó herido otro guardaespaldas.
Benoit tuvo que salir al exilio y se radicó en el extranjero. A mediados de 2001 continuó como corresponsal alterno en México y posteriormente lo promovieron a Corresponsal Investigador del programa Aquí y Ahora de Univision, que se transmite internacionalmente desde Miami, Estados Unidos.

## Premios y distinciones
Por su dedicada carrera al servicio de la justicia y la verdad, le han otorgado varios premios desde 1978, cuando recibió distinciones de los medios periodísticos de Cali: Dos premios de Radar de las Estrellas, otorgados por los colegas por su lucha en la defensa de la juventud y de los artistas a través de su labor en la prensa y la radio. Dos premios de periodismo Alfonso Bonilla Aragón por sus reportajes en televisión. También recibió el Premio Nacional de Periodismo Simón Bolívar, conferido en 1987, por el cubrimiento de la guerra contra guerrillas. A partir de ese año resolvió no inscribirse o participar en concursos por cuenta propia.
Sin embargo, por disposición de la empresa donde laboraba y por decisión de organizaciones particulares, varios reportajes de Benoit han sido sometidos a concurso. En el 2001, recibió la distinción como uno de los 100 periodistas hispanos de mayor influencia en los Estados Unidos. También recibió una mención especial en los Premios Emmy en el 2002, por hacer parte del equipo que cubrió el ataque terrorista a las torres gemelas en Nueva York.
Fue galardonado con el Premio Nacional GLAAD (Alianza Gay y Lesbiana en Contra de la Difamación) otorgado por un jurado que examina, sin distinción, los programas periodísticos de televisión en inglés y en español de los Estados Unidos: En 2009, fue premiada la historia difundida en Aquí y Ahora de Univision, sobre Angie Zapata, un joven transgénero que fue asesinado en Greeley, Colorado y en 2013, laurearon la historia La vida en rosa, de un niño convertido en niña a los 4 años, emitida igualmente en Aquí y Ahora de Univision.
Por último, le fue otorgado un Premio Emmy en el 2015 por la excelente cobertura de una noticia de última hora en Univision, La masacre de Iguala.
- Dos premios Radar de las Estrellas (1978), por su lucha en la defensa de la juventud y de los artistas.
- Dos premios de periodismo Alfonso Bonilla Aragón (1978), por sus reportajes en televisión.
- Premio Nacional de Periodismo Simón Bolívar (1987), por su cubrimiento de la guerra contra las guerrillas.
- Mención especial Premios Emmy (2002), por el cubrimiento al ataque terrorista a las torres gemelas en Nueva York.
- Galardón Premio Nacional GLAAD (Alianza Gay y Lesbiana en Contra de la Difamación), por historias emitidas en Aquí y Ahora de Univision.
- Premio Emmy (2015), por cobertura de noticia de última hora La masacre de Iguala en Univision.

## Libros de Raúl Benoit
Raúl Benoit es autor del libro Prohibido decir toda la verdad, donde hizo denuncias sobre la formación de las autodefensas o grupos paramilitares en Colombia, las alianzas de la guerrilla comunista con los carteles de la droga y donde reveló hechos inéditos de la corrupción política colombiana. 

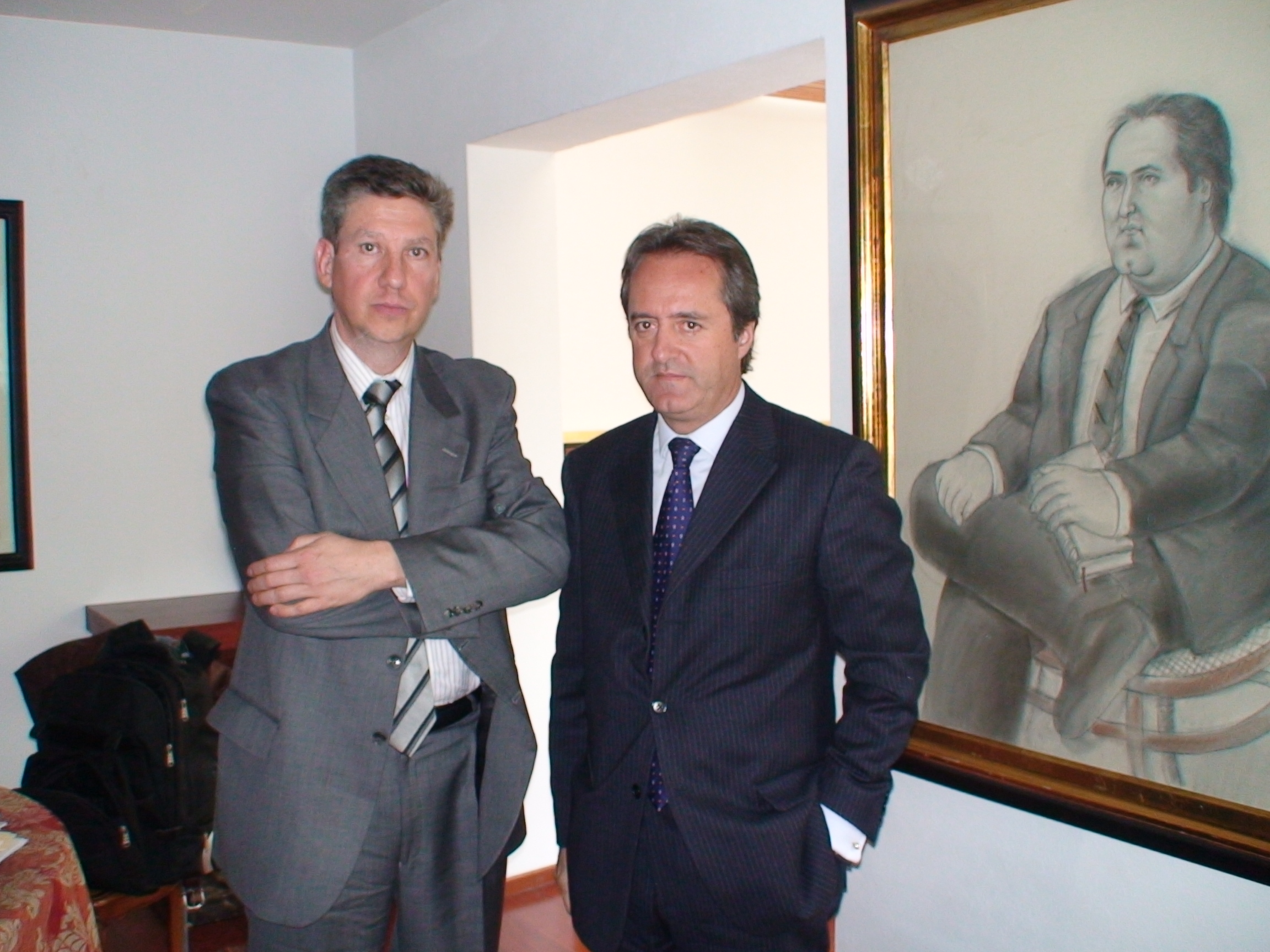
Raúl Benoit con el exministro de defensa, Fernando Botero. México, 2007.

En las páginas de ese libro, dio a conocer secretos del famoso narcoescándalo o proceso 8000 y entrevistó a dos de sus protagonistas: el expresidente Ernesto Samper Pizano y su exministro de Defensa Fernando Botero Zea. Su libro ha sido boicoteado desde Colombia.
Su segundo libro, Aventuras de un divorciado en serie, es una novela divertida donde Raúl Benoit relata situaciones de la vida real, con toques de erotismo, reconfortante para corazones heridos y que ayuda a reflexionar sobre el amor y las relaciones de pareja.
El tercer y cuarto libro son #ConSentidoComún y #ConSentidoComún2, en los que Raúl Benoit comparte sus más aclamadas frases que ha publicado en redes sociales (Twitter, Instagram y Facebook). Con estas reflexiones pretende que el lector cavile sobre la vida, el amor y el comportamiento humano. 
En total ha publicado cuatro libros:
- Prohibido Decir Toda La Verdad.
- Aventuras de un Divorciado en Serie.
- #ConSentidoComún.
- #ConSentidoComún2.

## Actualidad
Raúl Benoit sufrió un derrame cerebral el 2 de marzo de 2015, a causa de la hipertensión arterial. Estuvo hospitalizado en la Cleveland Clinic de Weston, Florida, durante 36 días bajo un coma inducido y con un pronóstico de gravedad, debido a la severidad de su lesión. Por su evolución favorable, fue trasladado al hospital St. Catherine de Hialeah, Florida, donde recibió, de manera intensiva, todo tipo de terapias del área de la rehabilitación humana. Sus actividades de rutina, se concentraron en realizar las terapias día a día, y esto se ha convertido para Raúl, en un camino lleno de retos, desafíos y sobre todo de aprendizajes continuos.  
Actualmente, Raúl se encuentra recibiendo terapias del área ocupacional, física, del habla y el lenguaje, las cuales deben mantenerse en el tiempo, pues debido a las secuelas que le ha dejado el accidente cerebrovascular – ACV, su cuerpo necesita estabilidad para tener bienestar y calidad de vida. La lesión en su cerebro, alojada en el hemisferio izquierdo, afectó de manera irreversible, las células nerviosas que participan en el movimiento y la coordinación del hemicuerpo derecho, además, de comprometer la motricidad oral, necesaria para hablar fluidamente.
Una de las secuelas que le dejó el ACV, es la hemiplejía de su brazo derecho, el cual no es funcional y, por tanto, no le permite tener autocontrol del mismo. La terapia ocupacional le ha ayudado a Raúl a modelar los movimientos de su brazo derecho y lograr posicionarlo de diferentes formas, con el fin de enviar información sensorial a su cerebro. Por otra parte, ha tenido que aprender a realizar algunas actividades de la vida diaria con su brazo izquierdo, como por ejemplo, usar la cuchara o tenedor para poder ingerir los alimentos, cepillarse los dientes, peinarse, escribir, entre otras.
Gracias a las terapias físicas, Raúl pudo superar su movilidad al dejar la silla de ruedas, actualmente camina con la ayuda de un bastón, aunque su marcha es lenta y se fatiga al recorrer largas distancias. Para mantener la resistencia física que le implica caminar y realizar diferentes movimientos corporales, como levantarse de la silla o girar su cuerpo en la cama, la terapia física, ha consistido en realizar estiramientos musculares de su brazo y su pierna derecha, además de ejercicios de fortalecimiento. Para Raúl, desplazarse de un lugar a otro, se ha convertido en un desafío que le implica, fuerza, coordinación y equilibrio de su cuerpo.
Otra de las terapias presentes en la vida de Raúl Benoit, es la terapia de fonoaudiología, la cual se ha encargado de intervenir todos los procesos de habla y del lenguaje. Gracias a esta área de la rehabilitación, Raúl ha tenido que aprender nuevamente procesos elementales para su bienestar, como, tener control de la respiración mientras habla para evitar mareos y lograr frases más largas; proyectar su voz para que su interlocutor tenga una mejor comprensión de lo que expresa; tomar conciencia de la ingesta de alimentos para evitar el atoramiento y el derrame de alimentos por el lado derecho de su boca.
La afasia, ha sido la secuela del lenguaje y la comunicación, que más ha repercutido en su ejercicio profesional y en su cotidianidad. Esta condición, presenta una variedad de signos que alteran los niveles del lenguaje, generando interacciones comunicativas poco asertivas o eficientes. En el caso de Raúl, la afasia se manifiesta con dificultad para encontrar las palabras, llevándole un poco más de tiempo poder expresar una idea. En algunos casos, cambia una palabra por otra, muchas veces sin darse cuenta de su error, o expresa una palabra un poco distorsionada, por lo que debe repetirla nuevamente, siendo esto un reto para él, porque muchas veces la palabra no regresa a su mente.
El lenguaje escrito es otra habilidad que también se ha visto afectada, como consecuencia de la afasia. Al inicio de su rehabilitación, eran más evidente los errores de la escritura, en los que omitía letras o sílabas, o cambiaba una letra por otra, además, debía aprender a escribir con su mano izquierda, por lo que su proceso era más lento y su caligrafía un poco distorsionada. Raúl se ha superado mucho en esta área del lenguaje, gracias a la perseverancia de escribir todos los días y al uso de herramientas tecnológicas. Su evolución en la escritura, le ha permitido refugiarse en las letras no solo como terapia, sino como un arte que le da sentido a su vida.
En los primeros años de su rehabilitación, Raúl ha tenido que adaptarse a nuevos cambios, enfrentando y superando todo tipo de obstáculos, no solo físicos como las barreras de movilidad, sino también, aquellas barreras en la comunicación que generan exclusión. Sin embargo, detrás de cada dificultad siempre hay una oportunidad, y Raúl agradece a Dios y a la vida por esta segunda oportunidad que le ha permitido valorar el tiempo, siendo feliz en cada momento con las personas que lo aman.